# Formosargus variegatus
Formosargus variegatus är en tvåvingeart som beskrevs av James 1969. Formosargus variegatus ingår i släktet Formosargus och familjen vapenflugor.
Artens utbredningsområde är Filippinerna. Inga underarter finns listade i Catalogue of Life.